# 菲利普·奥克佳布里斯基
菲利普·谢尔盖耶维奇·奥克佳布里斯基（俄语：Фили́пп Серге́евич Октя́брьский (Ивано́в)，1899年10月11日（23日）—1969年7月8日）苏联海军上将，历任黑海舰队司令、阿穆尔河舰队司令。。克列斯塔II級巡洋艦奥克佳布里斯基上將號為紀念奥克佳布里斯基而命名。